# Avanti Air

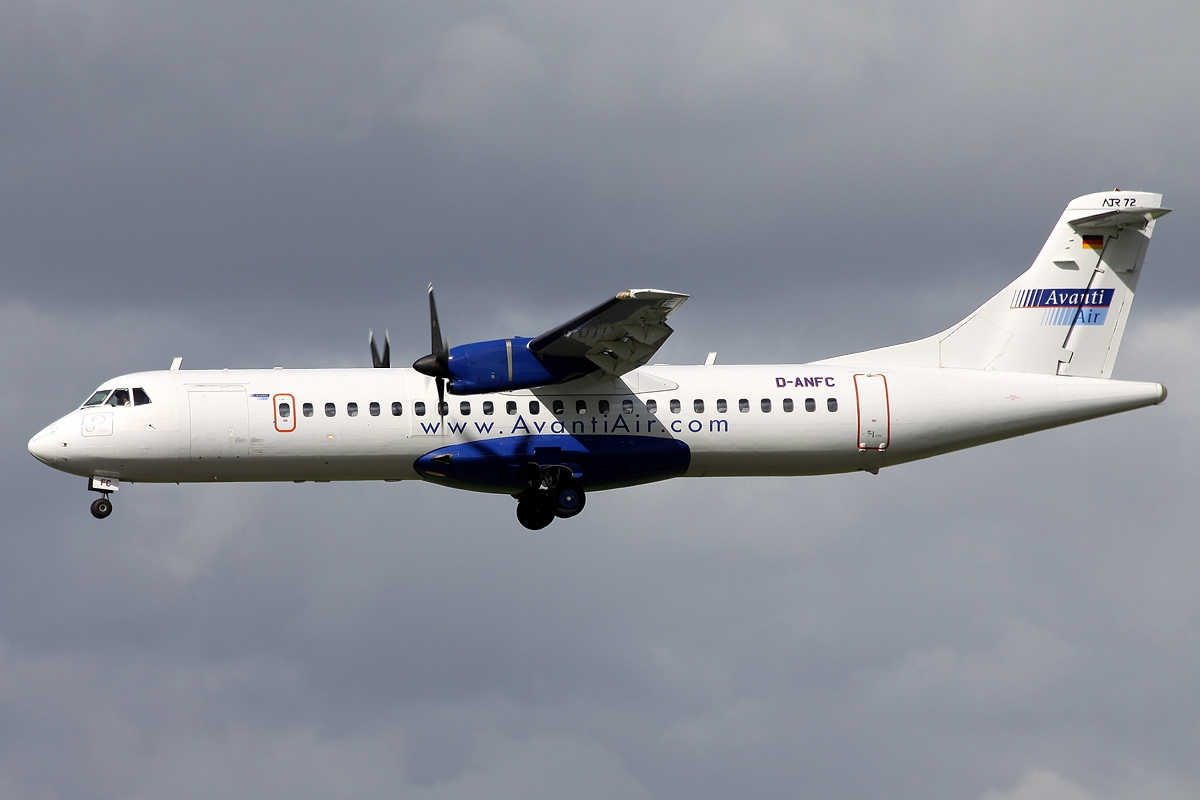
Avanti Air

Avanti Air is een luchtvaartmaatschappij met als thuishaven Siegerland-Flughafen (SGE) in Duitsland. Zij levert ad-hocchartervluchten, reguliere diensten voor andere luchtvaartmaatschappijen en luchtvlootmanagament.

## Code informatie
- ICAO Code: ATV, voorheen EEX
- Roepletters: Avanti Air voorheen EuroExpress

## Geschiedenis
De luchtvaartmaatschappij werd in 1994 gesticht en begon op 1 juli van datzelfde jaar met het leveren van diensten. Zij werd gesticht door de voormalige piloten Markus Baumann (nu Managing Director) en Stefan Kissinger (nu Chief Executive) als een vliegtuigenmanagement bedrijf. In 1996 ging het de chartermarkt op met een Beech 1900C (D-CARA). Het bedrijf is in bezit van Gerhard Mahler (50%), Markus Baumann (25%) en Stefan Kissinger (25%).
De naam Avanti Air is ontleend aan het eerste toestel waarmee Avanti Air destijds vloog; de Piaggo Avanti P180.
In 1997 kwam de tweede Beech 1900 in de vloot; een Beech 1900D (D-CBSF). In 2000 volgde nog een Beech 1900D (D-CBIG). In 2002 kwam een nieuw vliegtuigtype in de vloot; een ATR42-300 uit Eurowings-bestanden. In 2004 kwam de tweede ATR42-300, in 2005 gevolgd door een ATR72-202 (D-ANFC). In 2006 kwam de derde ATR42-300 (ex-Air Wales)met registratie D-BCRN. In 2010 werden er twee ATR42-500 van Contact Air gekocht. Deze hebben sinds 2011 in tot en met 2013 in Dry Lease voor Eurolot gevlogen. De registraties van deze toestellen waren D-BTTT en D-BSSS. Inmiddels zijn deze toestellen aan de Deense leasemaatschappij NAC gegaan. De ATR42-300's D-BCRP, D-BCRO en D-BCRN zijn naar Canada verkocht.
Vanaf 2013 bestaat de vloot van Avanti Air uit 3 toestellen van het type ATR72-202. De D-ANFC komt uit het Eurowings-bestand. De D-ANFD en D-ANFE komen uit het EuroLOT bestand.  
Tot 2000 was de operationele base voor Avanti Air Frankfurt (EDDF). Daarna is voor de base Siegerland (EDGS/SGE) gekozen. Eerst was er een kantoor in het luchthavengebouw maar sinds 2003 houdt Avanti Air kantoor in een nieuw pand met hangaar met een oppervlakte van 1200 m².
Inmiddels zijn er 67 mensen werkzaam bij Avanti Air.

## Diensten
Avanti Air, levert voor onder andere het zwitserse Darwin Airlines diensten van en naar Sicilië (Palermo, Catania en Trapani), Lampedusa en Pantelleria en het Oostenrijkse Intersky op inner-duitse routes. In het verleden is er voor een hele reeks van luchtvaartmaatschappijen gewerkt (KLM Excel, Blue One, Air Berlin, Air Wales, Fedex, Plaza, Pro Air, Air Contractors, EAE, Privat Wings, Intersky, Air One, FlyOnAir, Meridiana etc.). De chartermarkt vormt nog steeds een belangrijk deel van de omzet.

## Luchtvloot
De luchtvloot van Avanti Air bestond in juli 2016 uit:
- 2 Fokker 100